# Jussey
Jussey est une commune française située dans le département de la Haute-Saône, la région culturelle et historique de Franche-Comté et la région administrative Bourgogne-Franche-Comté.
Elle englobe l'ancienne commune Noroy-lès-Jussey.
Ses habitants se nomment les jusséens et jusséennes.

## Géographie

### Description
Le village s'est installé au pied des monts Capucin et Simon.

### Hydrographie
L’Almanach de 1780 précise que "la position de Jussey au pied de ses collines est un avantage pour ses eaux. Presque chaque habitant de la rue principale possède une fontaine dans sa cave et un réservoir pour son jardin".

### Climat
Pour des articles plus généraux, voir Climat de la Bourgogne-Franche-Comté et Climat de la Haute-Saône.
En 2010, le climat de la commune est de type climat des marges montargnardes, selon une étude du Centre national de la recherche scientifique s'appuyant sur une série de données couvrant la période 1971-2000. En 2020, Météo-France publie une typologie des climats de la France métropolitaine dans laquelle la commune est dans une zone de transition entre le climat océanique altéré et le climat océanique altéré et est dans la région climatique Lorraine, plateau de Langres, Morvan, caractérisée par un hiver rude (1,5 °C), des vents modérés et des brouillards fréquents en automne et hiver.
Pour la période 1971-2000, la température annuelle moyenne est de 10,1 °C, avec une amplitude thermique annuelle de 17,1 °C. Le cumul annuel moyen de précipitations est de 936 mm, avec 12,7 jours de précipitations en janvier et 9,3 jours en juillet. Pour la période 1991-2020, la température moyenne annuelle observée sur la station météorologique de Météo-France la plus proche, « Montureux-lès-Baulay », sur la commune de Montureux-lès-Baulay à 6 km à vol d'oiseau, est de 10,9 °C et le cumul annuel moyen de précipitations est de 907,3 mm. 
La température maximale relevée sur cette station est de 40,8 °C, atteinte le 25 juillet 2019 ; la température minimale est de −25 °C, atteinte le 26 février 1986,,.
Les paramètres climatiques de la commune ont été estimés pour le milieu du siècle (2041-2070) selon différents scénarios d'émission de gaz à effet de serre à partir des nouvelles projections climatiques de référence DRIAS-2020. Ils sont consultables sur un site dédié publié par Météo-France en novembre 2022.

## Urbanisme

### Typologie
Au 1er janvier 2024, Jussey est catégorisée bourg rural, selon la nouvelle grille communale de densité à sept niveaux définie par l'Insee en 2022.
Elle est située hors unité urbaine et hors attraction des villes,.

### Occupation des sols
L'occupation des sols de la commune, telle qu'elle ressort de la base de données européenne d’occupation biophysique des sols Corine Land Cover (CLC), est marquée par l'importance des territoires agricoles (70,4 % en 2018), en diminution par rapport à 1990 (71,4 %). La répartition détaillée en 2018 est la suivante : 
prairies (49,1 %), forêts (21,9 %), terres arables (16,3 %), zones agricoles hétérogènes (3,5 %), zones urbanisées (3,4 %), zones industrielles ou commerciales et réseaux de communication (2,9 %), cultures permanentes (1,6 %), milieux à végétation arbustive et/ou herbacée (1,3 %). L'évolution de l’occupation des sols de la commune et de ses infrastructures peut être observée sur les différentes représentations cartographiques du territoire : la carte de Cassini (XVIIIe siècle), la carte d'état-major (1820-1866) et les cartes ou photos aériennes de l'IGN pour la période actuelle (1950 à aujourd'hui).

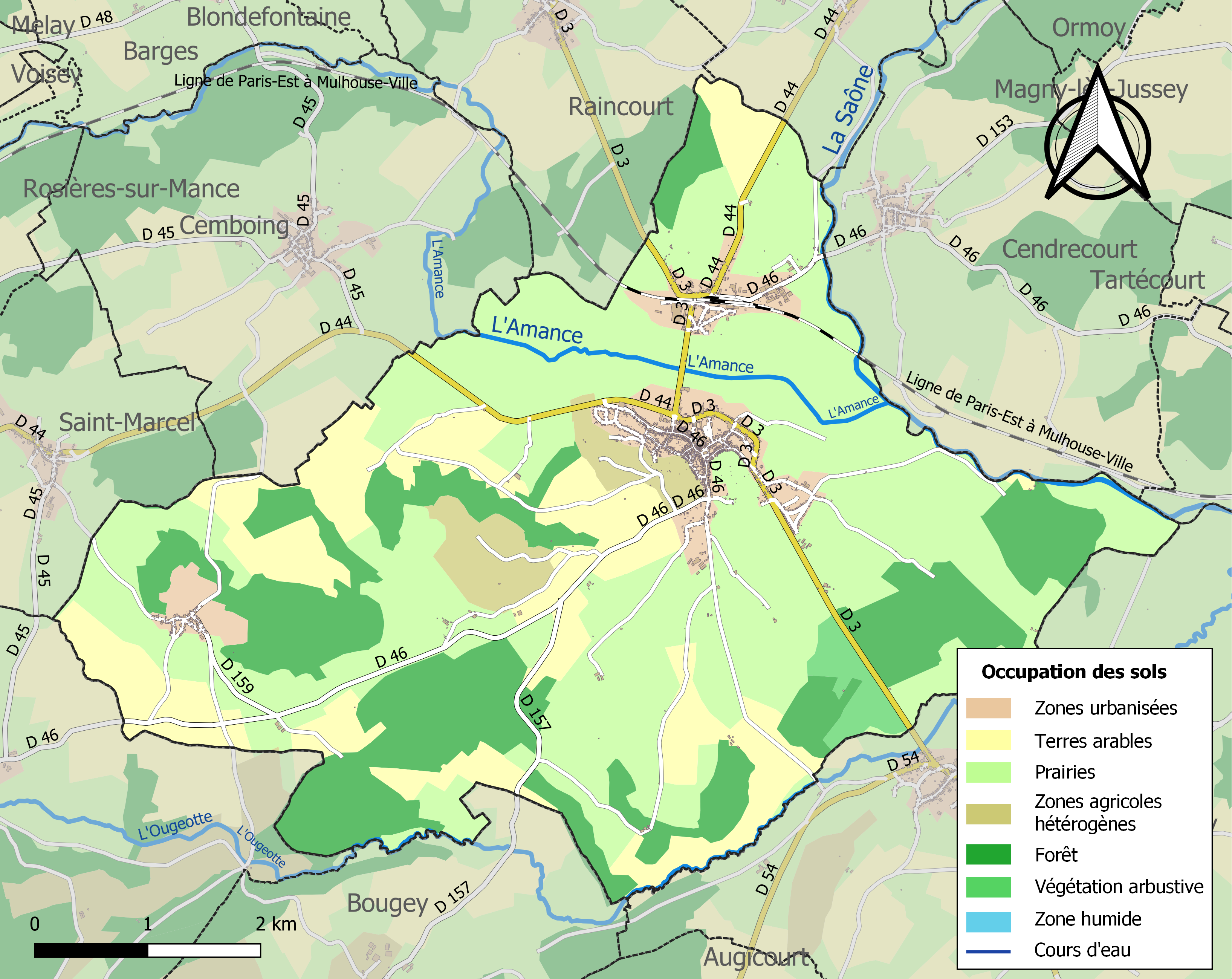
Carte des infrastructures et de l'occupation des sols de la commune en 2018 (CLC).

## Toponymie
Selon les travaux des abbés Coudriet et Chatelet, Jussey subsista jusqu'au Moyen Âge sous « la double dénomination de la ville de Laître et Jussey », Jusseius, Jusseium, Jussiacus.
Ils précisent que « l'étymologie très certaine » de Laître, nom primitif de Jussey, et « l'aître » dérive du latin atrium, qui désignait le cimetière dans « la latinité du Moyen Âge ».
Elle prit aussi le nom de « Beljeu, Bellojocum ou Val-de-Jussey, Jusseius in vallo » lorsque les habitants déplacèrent leurs habitations au bord de la plaine.

## Histoire

### Préhistoire et Antiquité
Jussey a été fondée dans les années 300 après Jésus-Christ entre deux collines qui culminent à 260 mètres, le mont Simon et la colline des Capucins.

### Moyen Âge
Autrefois située sur le dessus des monts et longtemps fortifiée, la ville a souffert de nombreux conflits.
Au XIIe siècle, les comtes de Bourgogne étaient propriétaires du château ce qui fit vivre à l’agglomération, les vicissitudes liées à leur politique.
Au XIIIe siècle, les Bénédictins avaient bâti le prieuré de Saint-Thiébaut qui, détruit à son tour en 1595, fut transporté dans la ville haute sous la protection plus immédiate du château.

### Temps modernes

#### 1635 - 1645:guerre de Dix Ans
En 1635, la ville est la proie à plusieurs menaces : les vols, la peste et la guerre.
Située à la frontière avec le royaume de France et la Lorraine, elle « se trouvait en proie aux courses des pillards et brigands » déterminés à « rendre aux Comtois les représailles des hostilités semblables exercées par leurs partisans sur les pays de France et de Lorraine ».
Par ailleurs, pourtant préservée jusque-là, la ville est touchée par l'épidémie de peste : « en quelques jours la ville de Jussey, qui comptait quatre cents feux, fut remplie de malades, de mourants et de morts ».
Enfin, les armées ennemies, dont celle du cardinal de Richelieu furieux que le comté ait accepté le refuge de ses opposants Gaston d'Orléans en 1631, puis du Roger de Bellegarde et enfin de Charles IV de Lorraine en 1635, sont positionnées « du côté d'Auxonne, et du côté de Bourbonne et Neufchateau »». Le 3 mars 1635, « deux armées combinées de Bernard de Saxe-Weimar, et du maréchal Caumont de la Force » envahissent la région. Si Jussey fut respectée dans un premier temps, les villages alentour furent terriblement attaqués : « Betaucourt, Cemboing, Raincourt, Gevigney jusqu'à Melin ». L'intervention de l'armée impériale de Matthias Gallas et du duc de Lorraine, mit en déroute l'armée française, qui était en pleine retraite le 15 août. Gallas installa « son quartier général à Purgerot et ses troupes occupaient les villages alentour ».
Ce fut ensuite Turenne maître de camp du cardinal de Lavalette, qui « entra dans Jussey et Cemboing et les mit à sac », jusqu'à ce que « le sergent de bataille Lamboy dépêché par Gallas en tout hâte avec 4 000 chevaux » permit à nouveau de mettre les Français en défaite le 15 septembre. « Il resta dans cette position appuyée sur les places de Jussey, Gevigney, Bougey et Chauvirey ». Sur place les troupes de Lamboy agissaient avec « brigandage et cruauté » envers la population comtoise, tout en couvrant la frontière avec « une audace et un acharnement inouï ». Les officiers et échevins de Jussey demandèrent même une « garnison de nationaux pour les protéger contre l'inhumanité et l'impiété des impériaux » qui n'arriva jamais.
Gallas qui venait d'échouer le 19 octobre dans le duché de Bourgogne, se « rejeta sur le comté vers la frontière de Jussey». Gallas fait installer le régiment Lorrain-Allemand de Franz von Mercy à Jussey. 
Celui-ci se trouve surpris le dimanche 16 novembre 1636 par Taupadel, général-major de Weymar (de) qui « fond sur Jussey avec un gros de cavalerie. Lorrains, Allemands et Croates » sont « taillés en pièces ». Les habitants de la ville qui avaient, pour partie, fui dès l'arrivée des impériaux doivent « composer pour une rançons de 14 300 francs pour l'officier négociateur de capitulation ». Malgré une nouvelle attaque de Lamboy, Jussey reste au main de Weimar, et c'est la dame Jacques Françoise Legier, baronne d'Esclans, qui régla l'affaire financièrement avec les Suédois : « 'aussi la ville, reconnaissante, accorda-t-elle à la secourable dame et à ses héritiers un droit quasi seigneurial » sur tous les « filets et langues de bœufs jusqu'à la révolution ».
En janvier 1637, Gallas chassa les Suédois et laissa un contingent de 6 000 hommes dans les « places de la frontière de Lorraine et de Champagne. Jonvelle, Richecourt, Demangevelle, Magny, Jussey, Bougey et Gevigney, eurent leurs compagnies allemandes ou croates ».
En mai 1637, en représailles des incursions de Gallas de l'autre côté de la frontière « quatre à cinq cents cavaliers suédois, surprenant, au point du jour, cette ville infortunée, pillèrent ce qui restait dans les maisons, brûlèrent les rues Dessus et Siroué avec la Grande Rue, prirent les cloches et emmenèrent quantité de prisonniers, qui ne se rachetèrent qu'au prix d'énormes rançons ».
La population vit alors une période désastreuse, confrontée à divers fléaux dévastateurs : les attaques ennemies qui l'obligent à « s'enfuir de nouveau, les uns dans les bois, les autres au couvent des capucins », l'occupation de « ces pillards avides et sans pitié » qui « torturaient les paysans par tous les moyens pour leur arracher de l'argent », la « peste qui régnait partout » et la famine conséquente des « campagnes restées sans culture »". La description suivante est glaçante : « point de viande de boucherie, la chair de cheval se vendait très cher, on mangeait les chiens, les rats, même la chair humaine ».
En 1641, « la population que la mort n'avait pas moissonnée avait émigré de toutes parts en pays étrangers, laissant à sa place les soldats et les brigands ». Jussey avait perdu tous ses habitants comme en témoigne la note du curé au début du registre paroissial : « nom des enfants baptisés en cette paroisse après le retour de la population ».
Une dernière incursion des forces de François de L'Hospital, gouverneur de Lorraine, et de Jacques Rouxel de Grancey ruina en trois semaines les « meilleures places frontières ». Après avoir démembré et brulé Jonvelle, détruit les tours de « Cemboig, Gevigney et Bougey » et traversé les ruines désertes de Noroy, Cherlier et Montigny, les troupes françaises quittèrent le comté sous la menaces du marquis de Saint Martin, gouverneur de la province.

#### 1643 - 1674 Derniers temps de la domination espagnole
L'année 1643 marque un nouveau départ pour la municipalité de Jussey. Toutefois, la situation restait précaire puisque « la ville n'avait aucun revenu, ni de ses terres, qui étaient en friche, ni de ses bois, où chacun allait couper à son gré ».
En 1651, on note l'élection de « six gouverneurs, dont le premier souci fut de créer des messiers ou gardes champêtre, pour les récoltes et les forêts », et la création du titre de « recteur d'école ».
Dans le même temps, la ville était affranchie « de la taille envers le roi d'Espagne, par lettre patentes du mois de juin 1661, en considération des malheurs précédents. Déjà depuis vingt cinq ans il ne levait plus cette redevance ».
Cette période a été marquée par la première occupation durable par la France de Louis XIV du 9 février au 9 juin 1668 pendant la Guerre de Dévolution. « Elle laissa après elle une étrange perturbation, la ruine recommencée du pays et la haine redoublée contre le nom français ».

#### 1674 - 1789 Domination française
En 1674, la France s'empare sans peine de la Franche-Comté (février-juillet), qui sera définitivement rattachée au royaume de France au traité de Nimègue en 1678. Jussey est alors siège d'une prévôté du bailliage d'Amont. La ville dépend du diocèse de Besançon.
Pendant cette période, la province se vit écrasée « par les réquisitions de guerre, par le passage, le logement et l'entretien de troupes françaises ». Le pays « très insoumis » continua à être occupé militairement, par les dragons de Louis XIV qui « garantissaient leur tranquillité ». Cette présence vécue comme une « oppression » combinée à la « haine du nom français, avec les impôts lourdement aggravés » fit émigrer une foule de citoyen faisant chute la population de Jussey en 1678 à son nombre de 1640.
En 1692, le marquis de Louvois qui s'était fait donner par le Roi, « tous les terrains incultes de Jussey, comme appartenant au domaine royal », envoya son secrétaire, le sieur Lesprit, pour en prendre possession. Il demande les titres de propriété aux habitants, avec « pour prétention de s'emparer de toutes les parcelles dont la propriété ne serait pas reconnue ». Une requête des municipaux reçu les faveurs de la cour considérant « presque tous les titres publics ou particuliers avaient péri » à la suite de l'incendie de la ville en 1637 et des tragédies qui suivirent, « régla qu'une jouissance de quatre à trente ans était une prescription équivalente à tous les titres perdus, et qu'en dehors de cette limite tous les terrains incultes appartenaient au seigneur ».
À cette époque, encore une grande partie de la vigne demeurait en friche, « les autres assez mal cultivées et d'un petit rapport, produisaient néanmoins de bon vins ».
En 1693, « les frais de guerre s'élevait à douze cents francs pour Jussey » pour l'entretien des « troupes de passage ou bien en quartier ».
En 1706, des observations faites sur les lieux, montrent encore les stigmates de l'histoire de la ville « presque toute ruinée » où il reste seulement «« un rang de maisons »» et « un couvent de Capucins »,.
Au cours du XVIIIe siècle, Jussey accueille régulièrement des régiments de cavalerie en quartier Royal-Normandie. La qualité des fourrages de la prévôté de Jussey favorise cette situation : « Ces trois rivières […] qui l'arrosent au midi rendent ce pays très abondant en fourrages, surtout aux environs de Jussey où d'ordinaire il y a de la cavalerie en quartier. Les chevaux qu'on tire des montagnes et qu'on met en entrepôt dans cette partie du bailliage de Vesoul y réussissent très bien par la qualité des pâturages et des fourrages ».
La fertilité des terres est remarquable, et permet la production de blé, « beaucoup de bois » et de vins « pour la consommation des habitants de ce quartier : le vin du reste y est médiocre ».

### Révolution française et Empire
La commune fut chef-lieu du district de Jussey de 1790 à 1795.

### Époque contemporaine
Chaque mardi du mois, un marché s'installe dans la rue de l'hôtel de ville. Ce marché accueille une centaine d'exposants sur l'ensemble du centre-ville le dernier mardi du mois. En août, Jussey est le siège d'une foire animée par le concours départemental des chevaux comtois. Il est possible de déguster une spécialité de Jussey dénomée "le Jusséen" qui est une génoise aux amandes.

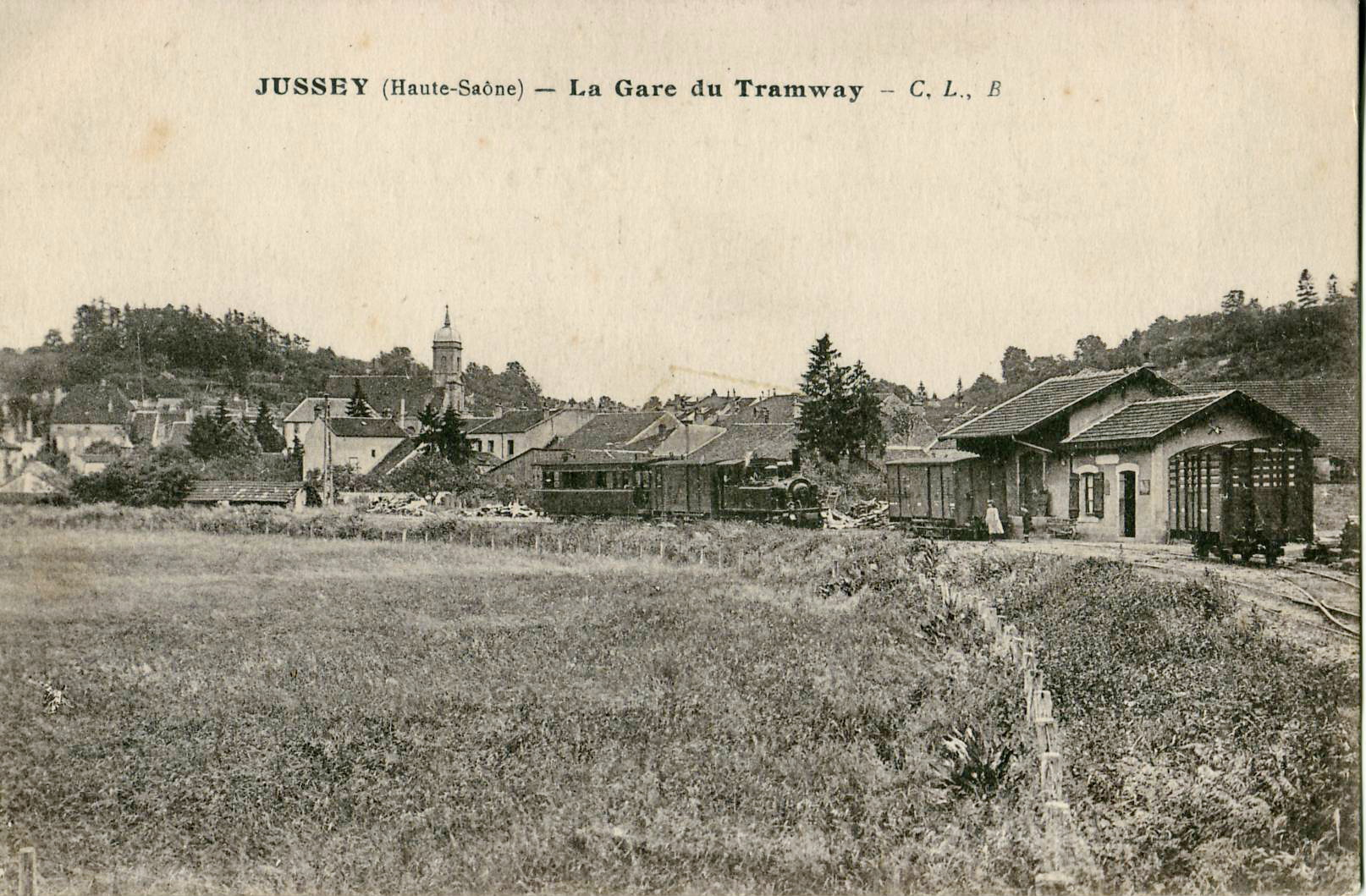
La commune fut desservie par la ligne de chemin de fer secondaire à voie métrique Ancier - Jussey des Chemins de fer vicinaux de la Haute-Saône de 1903 à 1938.

## Politique et administration

### Rattachements administratifs et électoraux
La commune fait partie de l'arrondissement de Vesoul du département de la Haute-Saône, en région Bourgogne-Franche-Comté. Pour l'élection des députés, elle dépend de la première circonscription de la Haute-Saône.
La commune est le bureau centralisateur du canton de Jussey. Celui-ci, créé à la Révolution française, a vu son territoire s'étendre lors du redécoupage cantonal de 2014 en France, passant de 22 à 65 communes.

### Intercommunalité
La commune était le siège de la petite communauté de communes du Pays jusséen, intercommunalité créée au 1er janvier 1990 et qui regroupait environ 4 300 habitants en 2009.
L'article 35 de la loi no 2010-1563 du 16 décembre 2010 « de réforme des collectivités territoriales » prévoyait d'achever et de rationaliser le dispositif intercommunal en France, et notamment d'intégrer la quasi-totalité des communes françaises dans des EPCI à fiscalité propre, dont la population soit normalement supérieure à 5 000 habitants.
Dans ce cadre, le schéma départemental de coopération intercommunale a prévu la fusion cette intercommunalité avec d'autres, et l'intégration à la nouvelle structure de communes restées jusqu'alors isolées. Cette fusion, effective le 1er janvier 2013, a permis la création de la communauté de communes des Hauts du val de Saône, à laquelle la commune est désormais le siège.

### Tendances politiques et résultats
Lors des élections municipales de 2020 dans la Haute-Saône, une seule liste, menée par le maire sortant Olivier Rietmann (LR) se présente. Elle est donc élue au premier tour, lors d'un scrutin marqué par 51,13 % d'abstention et 29,08 % de bulletins blancs et nuls.

### Administrateurs sous l'Ancien régime
En 1634, Jussey compte quatre échevins, douze conseillers appelés gouverneurs et un syndic ; en 1678 : deux échevins et quatre gouverneurs, dont Louis Legier, juge de la prévôté et Antoine de Lépine, procureur d'office.
« Spoliée de son hopital et de son importance de place de guerre, la ville de Jussey fut encore plus amoindrie, humiliée et mécontentée dans le siècle suivant (nota : XVIIIe siècle), par l'aliénation du domaine royal de sa prévoté, par la transformation de son magistrat et la perte de toutes ses libertés municipales »

### Liste des maires
| Période                                  | Période                       | Identité                            | Étiquette | Qualité |
| ---------------------------------------- | ----------------------------- | ----------------------------------- | --------- | --- |
| Les données manquantes sont à compléter. |                               |                                     |           | |
| avant 1859                               | après 1860                    | Joseph Boret                        |           | |
| avant 1863                               |                               | Joseph Claude François Simon Paulin |           | |
| 1872                                     | 1903                          | Charles Bontemps                    | Rad.      | Médecin militaire, puis médecin civil Député de la Haute-Saône (1897 → 1900) Sénateur de la Haute-Saône (1900 → 1903) Conseiller général de Jussey (1892 → 1903) Décédé en fonction |
|                                          |                               | Jules Mougin                        |           | Propriétaire Conseiller général de Jussey (1937 → 1940 et 1945 → 1955) |
| Les données manquantes sont à compléter. |                               |                                     |           | |
| juin 1995                                | 2014,                         | Frédéric Buisson                    | UDI       | Pharmacien Président de la CC du Pays jusséen (? → 2012) Président de la CC des Hauts du Val de Saône (2013 → 2014) |
| mars 2014                                | octobre 2020                  | Olivier Rietmann                    | LR        | Exploitant agricole Sénateur de la Haute-Saône (2020 → ) Conseiller départemental de Jussey (2015 → ) Vice-président de la CC des Hauts du Val de Saône (2020 → 2020) En application de la limitation du cumul des mandats en France, démissionnaire à la suite de son élection comme sénateur. |
| octobre 2020                             | En cours (au 31 octobre 2020) | Nathalie Chevilley                  |           | |

### Distinctions et labels
La commune est labellisée, depuis 2009, Cités de Caractère de Bourgogne-Franche-Comté

## Population et société

### Démographie
Les habitants de la commune s’appellent les Jusséens.
En 2022, la commune de Jussey comptait 1550 habitants. À partir du XXIe siècle, les recensements réels des communes de moins de 10 000 habitants ont lieu tous les cinq ans. Les autres « recensements » sont des estimations.
| 1793  | 1800  | 1806  | 1821  | 1831  | 1836  | 1841  | 1846  | 1851  |
| ----- | ----- | ----- | ----- | ----- | ----- | ----- | ----- | ----- |
| 2 738 | 3 033 | 2 706 | 2 615 | 2 729 | 2 785 | 2 789 | 2 782 | 2 773 |

| 1856  | 1861  | 1866  | 1872  | 1876  | 1881  | 1886  | 1891  | 1896  |
| ----- | ----- | ----- | ----- | ----- | ----- | ----- | ----- | ----- |
| 2 511 | 2 785 | 2 910 | 3 022 | 2 996 | 2 916 | 2 974 | 2 760 | 2 602 |

| 1901  | 1906  | 1911  | 1921  | 1926  | 1931  | 1936  | 1946  | 1954  |
| ----- | ----- | ----- | ----- | ----- | ----- | ----- | ----- | ----- |
| 2 600 | 2 644 | 2 616 | 2 517 | 2 507 | 2 504 | 2 544 | 2 255 | 2 265 |

| 1962  | 1968  | 1975  | 1982  | 1990  | 1999  | 2004  | 2006  | 2009  |
| ----- | ----- | ----- | ----- | ----- | ----- | ----- | ----- | ----- |
| 2 235 | 2 209 | 2 282 | 2 114 | 1 871 | 1 836 | 1 827 | 1 784 | 1 781 |

| 2014  | 2019  | 2022  | - | - | - | - | - | - |
| ----- | ----- | ----- | - | - | - | - | - | - |
| 1 648 | 1 548 | 1 550 | - | - | - | - | - | - |

### Enseignement
Les listes d'établissements scolaires du 1er et du 2d degrés sont disponibles sur les sites des inspections académiques des départements. On pourra également se référer à l'annuaire national tenu à jour par le ministère de l'éducation nationale.

## Économie
L'entreprise OGF, numéro un national, et filiale de PFG est implantée sur la commune, au même titre que la commune de Reyrieux,.
Une zone d'activités est en création au lieu-dit le Clolois.

## Culture locale et patrimoine

### Lieux et monuments
- L' église Saint-Pierre due à Nicolas Nicole, inscrite au titre des monuments historiques depuis 1976[36] ;
- La fontaine Marianne dont la statue sortant de la fonderie Gandillot et Roy de Besançon, a orné successivement 3 fontaines de la ville. Cette statue de Marianne est considérée comme la plus ancienne érigée en France sur une place publique ;
- La fontaine des Rois[Note 2] surmontée d'une statue de Pomone ; on retrouve ce modèle de statue sur une fontaine de Rupt-sur-Saône notamment ;
- La fontaine des Anges[37], une des 4 fontaines du XVIIIe siècle ; la vasque et les décors proviennent de la fonderie de Tusey ;
- La fontaine du Lion dont la sculpture de lion passant (800 kg) des ateliers Ducel, volée en 2014[Note 3], a retrouvé sa place en 2016[Note 4] ;
- La fontaine Cérès dite de l'Été, du XVIIIe siècle, dont la statue[Note 5], due à Mathurin Moreau, est considérée comme une représentation de la République, depuis que "République", la première série de timbres français à usage courant (1849), a été illustrée du profil de la déesse des moissons[Note 6] ;
- La maison Cordienne ;
- La halle aux grains ;
- L'Hôtel de ville (maison Sobry) ;
- L'oratoire Notre-Dame de Piété.
- Par ailleurs Jussey a été, dès l'Ancien régime, commune de fabrication d'horloges.

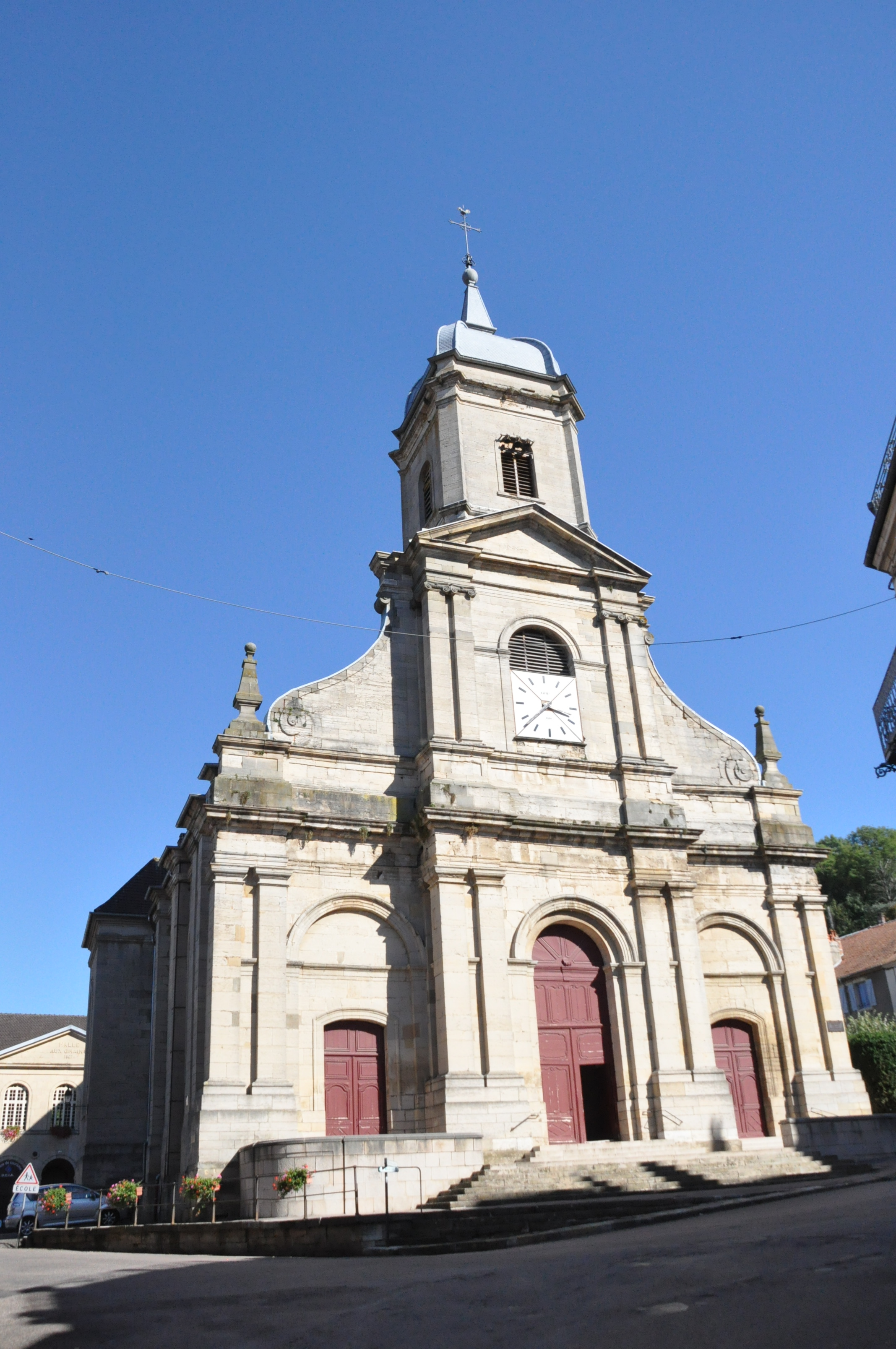
L'église Saint-Pierre.
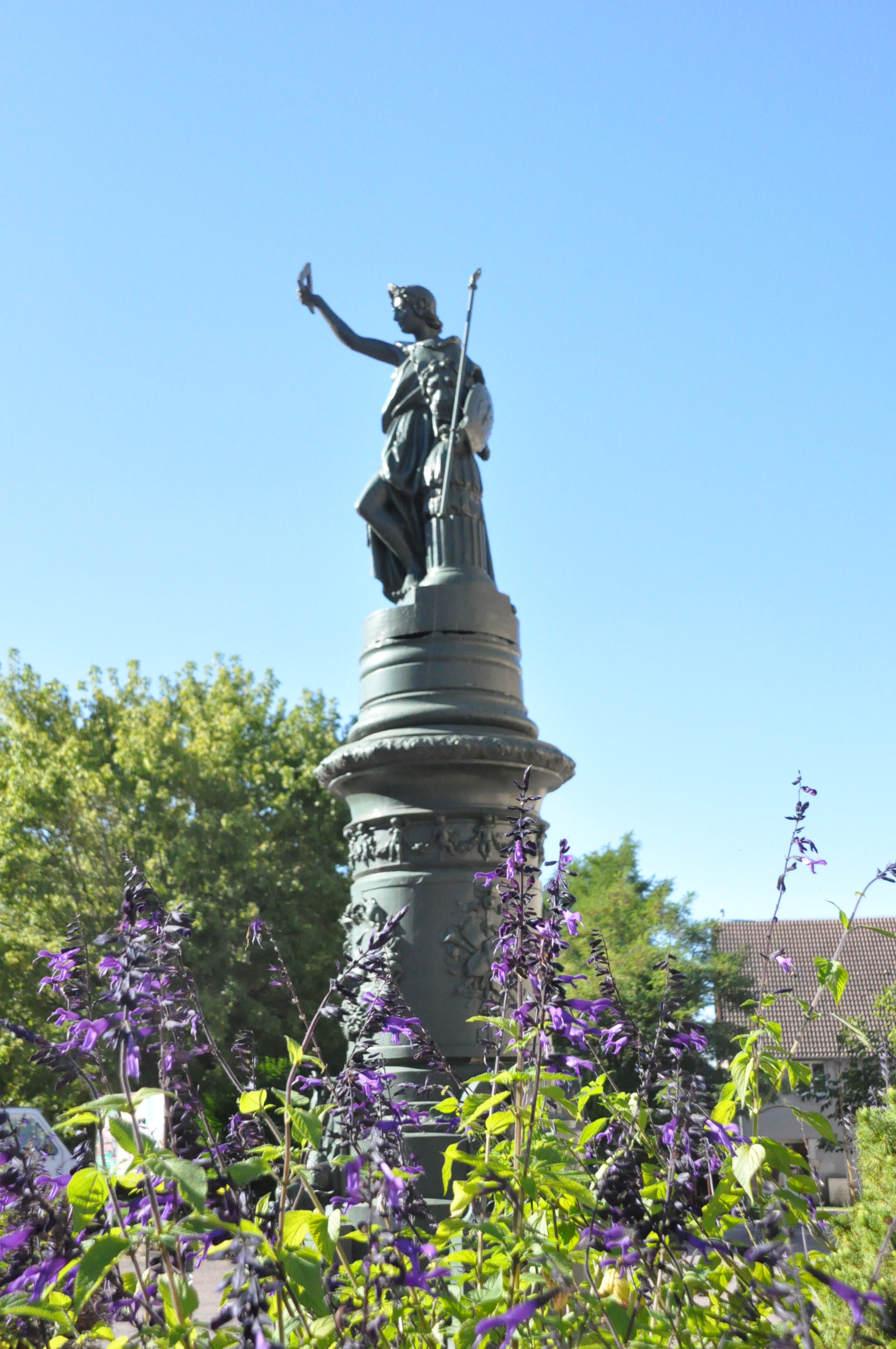
La fontaine Marianne.
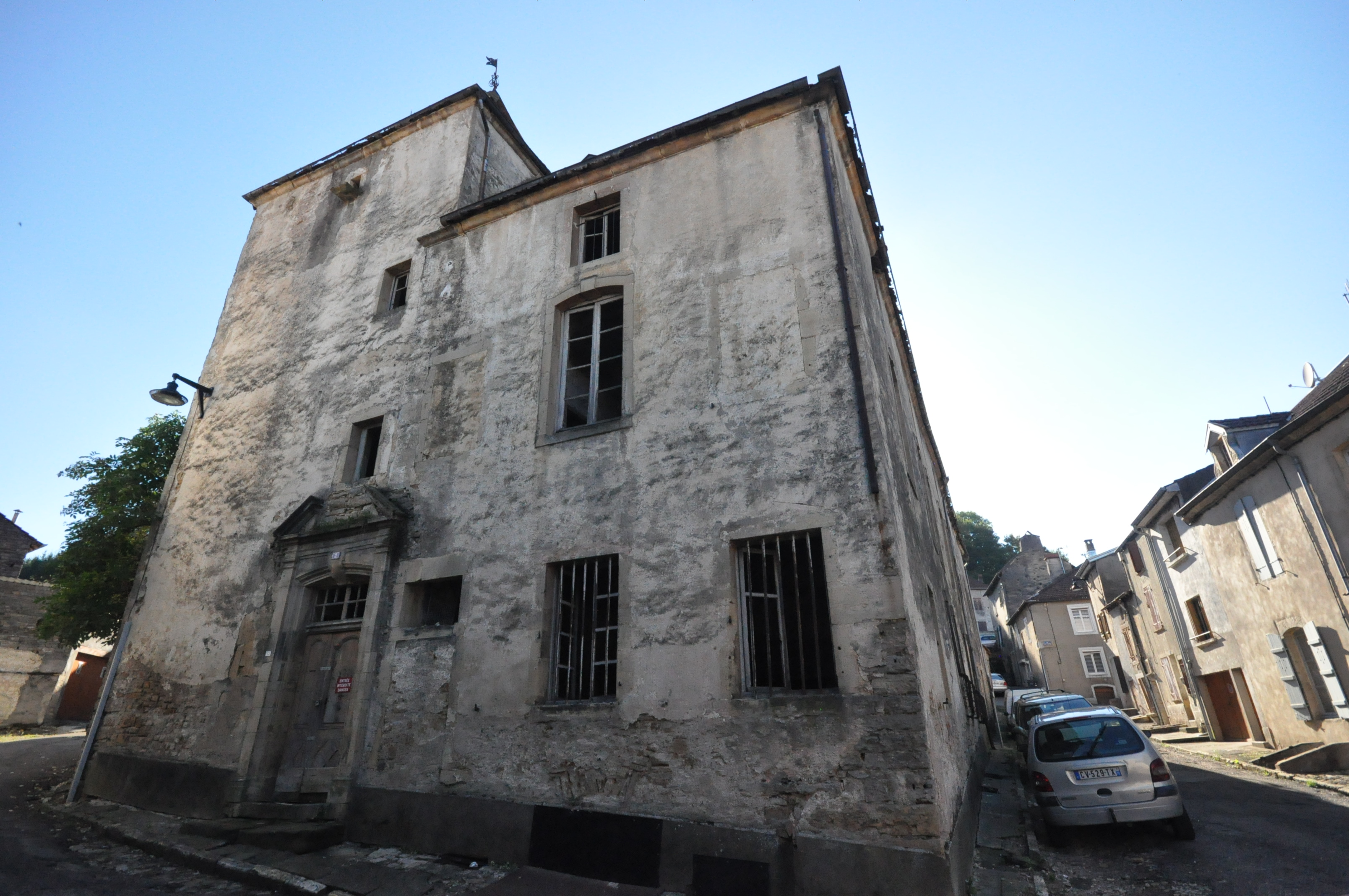
La maison Cordienne.

### Personnalités liées à la commune
- Pierre Légier (1734-1791), écrivain, librettiste, juriste. Né et mort à Jussey, il en a été maire.
- René-François Dumas (1753-1794), révolutionnaire. Il est né à Jussey.
- Charles Bontemps (1840-1903), homme politique. Né à Jussey, il en a été maire.
- Stanislas Ferrand (1844-1913), homme politique. Il est né à Jussey.
- Fritz Brodowski (1886-1944), général allemand capturé près de Jussey en 1944.
- Robert Aubertin (1933-2019), général de l’arme du génie et ingénieur des ponts et chaussées, officier de l'ordre national de la Légion d’honneur, commandeur de l’ordre national du Mérite, croix de la valeur militaire. Il est né et a grandi à Jussey.
- Alain Chrétien (1975), homme politique. Il a grandi à Jussey.
- Guillaume Meurice (1981), humoriste et chroniqueur radio. Il a grandi à Jussey.

### Héraldique
| Blason de Jussey | Blason  | Coupé: au 1er d'azur au lion issant d'argent, au 2e de gueules au flanchis d'argent. |
| Blason de Jussey | Détails | Adopté par la municipalité.                                                          |